# دبور الصراصير
دبور الصراصير أو أنبوبيات أو عائلة أمبيوليسيدي أو آكلات نبات وردان  (الاسم العلمي Ampulicidae)، فصيلة دبابير صغيرة استوائية من غشائيات الأجنحة. أنواعها نحو 170. وهي تستخدم الصراصير لمتح مكنها (البيض) بعد ماتلدغها، وتتغذى اليرقات على الصرصور المضيف.